# Kodály Központ
A Kodály Központ Pécs egyik legfontosabb intézménye, a dél-dunántúli régió legnagyobb befogadóképességű, multifunkcionális hangversenyterme és konferenciaközpontja. A 2010-ben épült intézmény ad otthont a Pannon Filharmonikusoknak. Nevét Kodály Zoltán háromszoros Kossuth-díjas magyar zeneszerző, zenetudós, zeneoktató és népzenekutatóról kapta. Üzemeltetője a Zsolnay Örökségkezelő NKft.

## Története
A konferencia- és koncertközpontra kiírt eredményes építészeti tervpályázaton 2007. áprilisában az Építész Stúdió Kft. pályaműve nyerte az I. díjat és ezzel a megbízást is az engedélyezési tervre és a tendertervre. A kiviteli tervet az Európai Unió pályázati szabályai miatt a Mérték Építészeti Stúdió készítette, a kivitelezés az Építész Stúdió szerzői felügyelete mellett zajlott.
A közel ezer fő befogadására alkalmas központ alapkövét 2009. augusztus 25-én rakták le. Egy fémhengerbe olyan emléktárgyakat helyeztek el, mint például a Dunántúli Napló aznapi száma, fémérmék, az épület látványtervei, a Pécsi Kulturális Központ tájékoztatói, egy 19. században élt pécsi zeneszerzőről, Lickl Györgyről szóló tanulmány, valamint a Pannon Filharmonikusok története, és egy fénykép azokról akik az első kapavágásnál jelen voltak. Az építkezés során 6500 méter cölöpöt kellett az épület alá - annak süllyedése miatt  - lefúrni valamint különleges eljárással kellett a vizet a munkagödörből eltávolítani. Az épület szerkezetébe közel 14 000 köbméter magas minőségű betont és 650 tonna betonvasat kellett beépíteni 4 toronydaru és 250 építő közreműködésével. Az épület szerkezete 2010. március 23-ra készült el, ekkor bokrétaavató ünnepséget tartottak a nagyközönség előtt. Ezután kezdődtek meg a szakipari munkák, amelyek során a Magyar Építő Zrt. irányításával mintegy 500 szakiparos adott végső külsőt az épületnek. Mindenütt kő és faburkolatok, különleges szerkezeti megoldások, magas szintű villamos és gépész installáció, egyedi tervezésű székek, dönthető nézőtér, mozgatható zenekari árok és még sok érdekesség került az épületbe beépítve. Az egész komplexum magyar mérnökök, tervezők és kivitelezők szellemi terméke és munkája.
A munkák átadása 2010. november 18-án történt, a birtokba adás 2010. november 23-án. Az első koncert 2010 december 2-án az építők tiszteletére. A létesítmény hivatalos megnyitása 2010. december 16-án történt, Kodály Zoltán (1882-1967) születésének 128. évfordulóján.

## Jellemzők
„Azt mondják, az építészet a megkövült zene. Nos, itt létrehoztak egy építészeti Stradivarit...” − a világhírű hegedűművész, Maxim Vengerov nyilatkozott így a pécsi Kodály Központról 2010 decemberében, az épület első nyilvános hangversenyét követően. Az azóta eltelt 10 évben teltházas koncertek és világhírű előadóművészek követték egymást a színpadon, többek között: Al Di Meola, Richard Bona, Pat Metheny, Tommy Emmanuel, a Voca People, Maxim Vengerov, Hiromi, Jan Garbarek, Kenny Garrett, a The King’s Singers, Trilok Gurtu, Várdai István, Baráti Kristóf, Michail Pletnyov, Malcolm Bilson, Avishai Cohen, valamint Tomatito & Michel Camilo. A hangversenyterem Magyarország egyik legjobb akusztikájú és legszebb koncertterme, amely világszínvonalával minden igényt kielégít. Az épületben a közel ezer fő befogadására alkalmas hangversenyterem mellett található még két 300 fős konferencia illetve balett terem és egy nagy zenekari próbaterem. A ház a házban megoldással a külső zajok teljesen ki lettek szűrve, a termek NR értéke a terv szerinti 16 mérési értéknek felel meg. A központban 6500 lámpa ad különböző erősségű fényt.

## Díjak, elismerések
A Kodály Központ számos díjat nyert az elmúlt években. Az épületet 2011-ben az először kiosztott hg.hu Design Award építészet kategóriájában első díjat nyert, a badacsonytomaji Bazaltbor Laposa Pincészet épületével megosztva. Emellett elnyerte az Építési Vállalkozok Országos Szakszövetsége (ÉVOSZ) Építőipari Nívódíját és az Év honlapja díjat is.
További díjak:
•    FIABCI Ingatlanfejlesztési díj Mo. 2012 (XIV. Magyar Ingatlanfejlesztési Nívódíj Pályázat) I. díj és különdíj
•    Média Építészeti díja, 2012
•    Dél-Dunántúl Turizmusáért Díj „Az év turisztikai innovációja”, 2012
•    FIABCI PRIX d' EXCELLENCE AWARDS, 2013 – II. díj
•    2012 "Fémlemezfedések az építészetben" díj, 2013 – E25 épület
•    ICOMOS díj, 2013
•    BRICK Award top 50, 2014
•    Golden Like díj (az év legjobb Facebook oldala)
Az alkotók díjai:
•    Szendrői díj 2012 – Baranyi-Csaba Kata, Herczeg László és Pintér Tamás János
•    Molnár Péter díj 2012 - Baranyi-Csaba Kata, Herczeg László és Pintér Tamás János
•    Pro Architectura díj 2013 - Baranyi-Csaba Kata, Herczeg László és Pintér Tamás János

## A tervezők névsora
generáltervező: Építész Stúdió Kft.
- vezető tervezők: Fialovszky Tamás, Hőnich Richárd DLA, Keller Ferenc, Sólyom Benedek DLA
- építész munkatársak: Menyhárt Gergő, M. Guzmics Annamária, Fenes Tamás
- kiviteli tervek: Mérték Építészeti Stúdió Kft.

szakági tervezők:
- belsőépítészet: Rádóczy (f) László, Tolnai Zsolt
- teremakusztika: Arató-Borsi Éva, Alabárdos Zsuzsa, Nagy László (eng.terv), Kotschy András, Nagy Attila Balázs (kiviteli terv)
- teremakusztika konzulens: Anders Christian Gade (Dánia)
- zajvédelem: Józsa Gusztáv
- színpadgépészet: Strack Lőrinc, Gebei András +
- épületszerkezetek: Becker Gábor, Reisch Richárd, Takács Balázs
- tartószerkezetek: Nagy András, Marót Balázs
- épületgépészet: Mangel Zoárd, Kerék Attila
- épületvillamosság: Kun Gábor, Komlósi Tibor, Németi Ferenc
- tűzvédelem: Drozdik Sándor
- környezetrendezés: Mohácsi Sándor, Gyüre Borbála
- forgalomtechnika: Rhorer Ádám
- közmű: Bruckner Erzsébet
- környezetvédelem: Bunyevácz József
- konyhatechnológia: Gál Sándor
- tervezés éve: 2007-2009
- kivitelezés éve: 2009-2010

## Képek

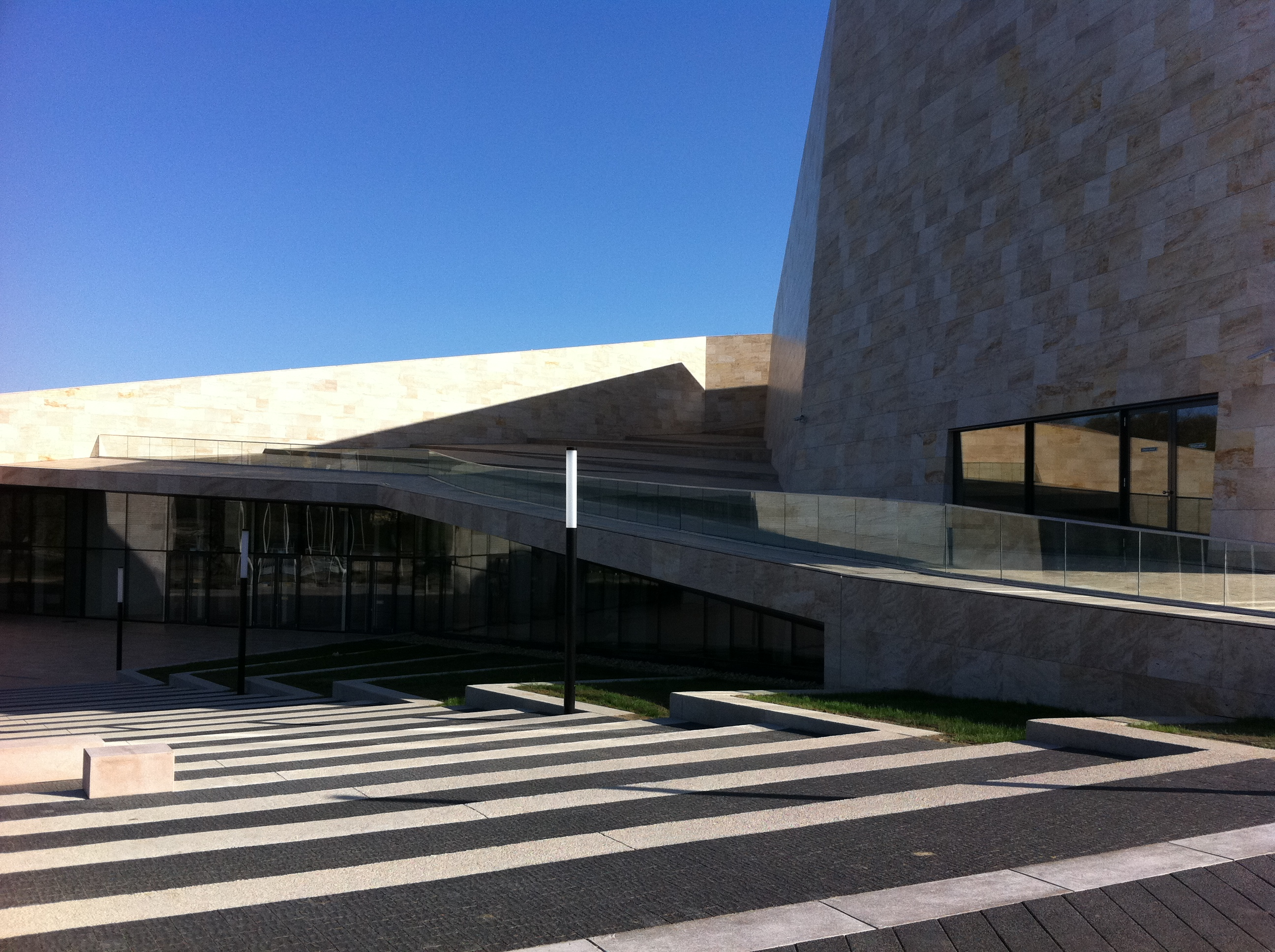
A Központ bejárata
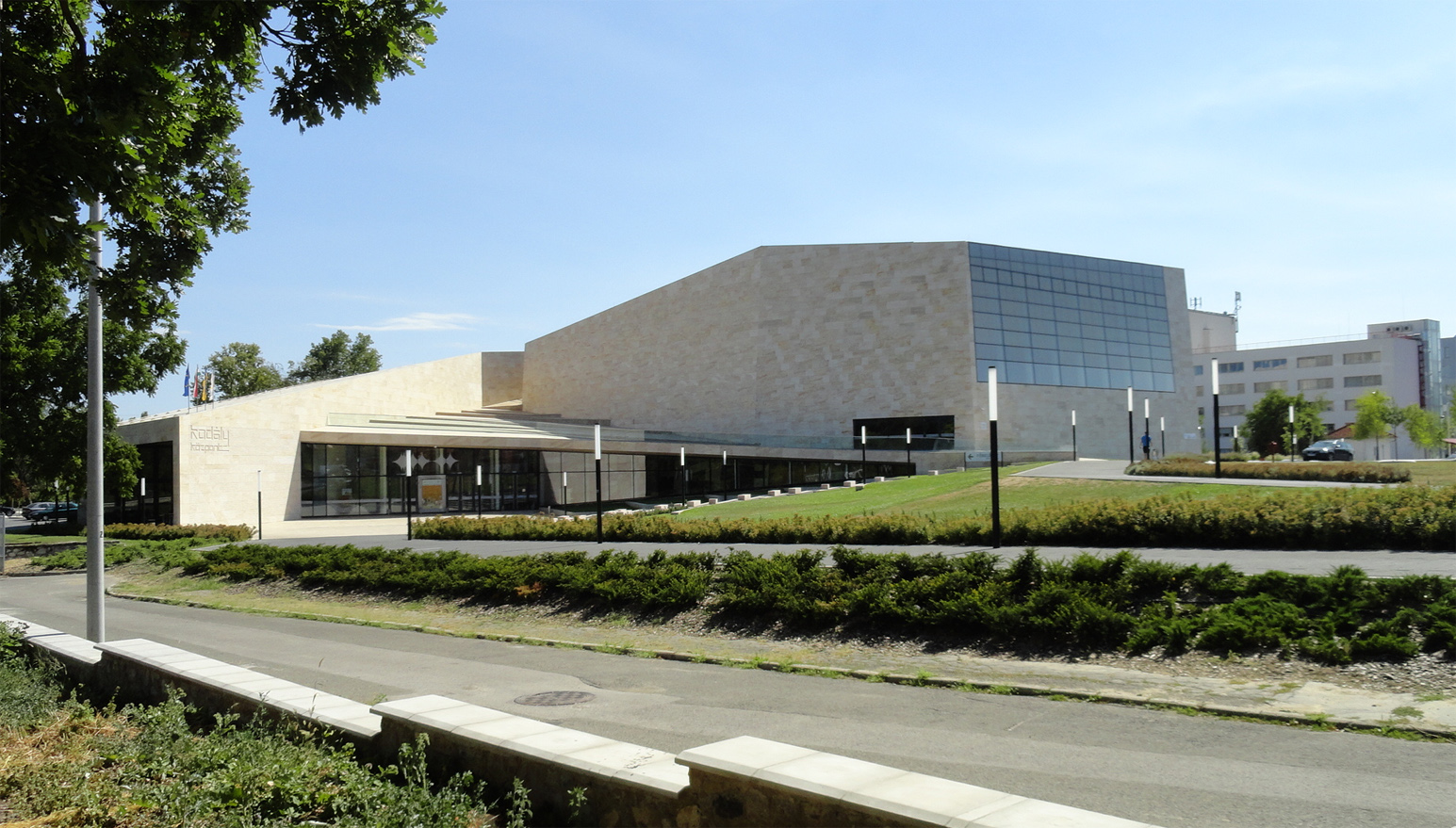
A Kodály Központ keleti oldala
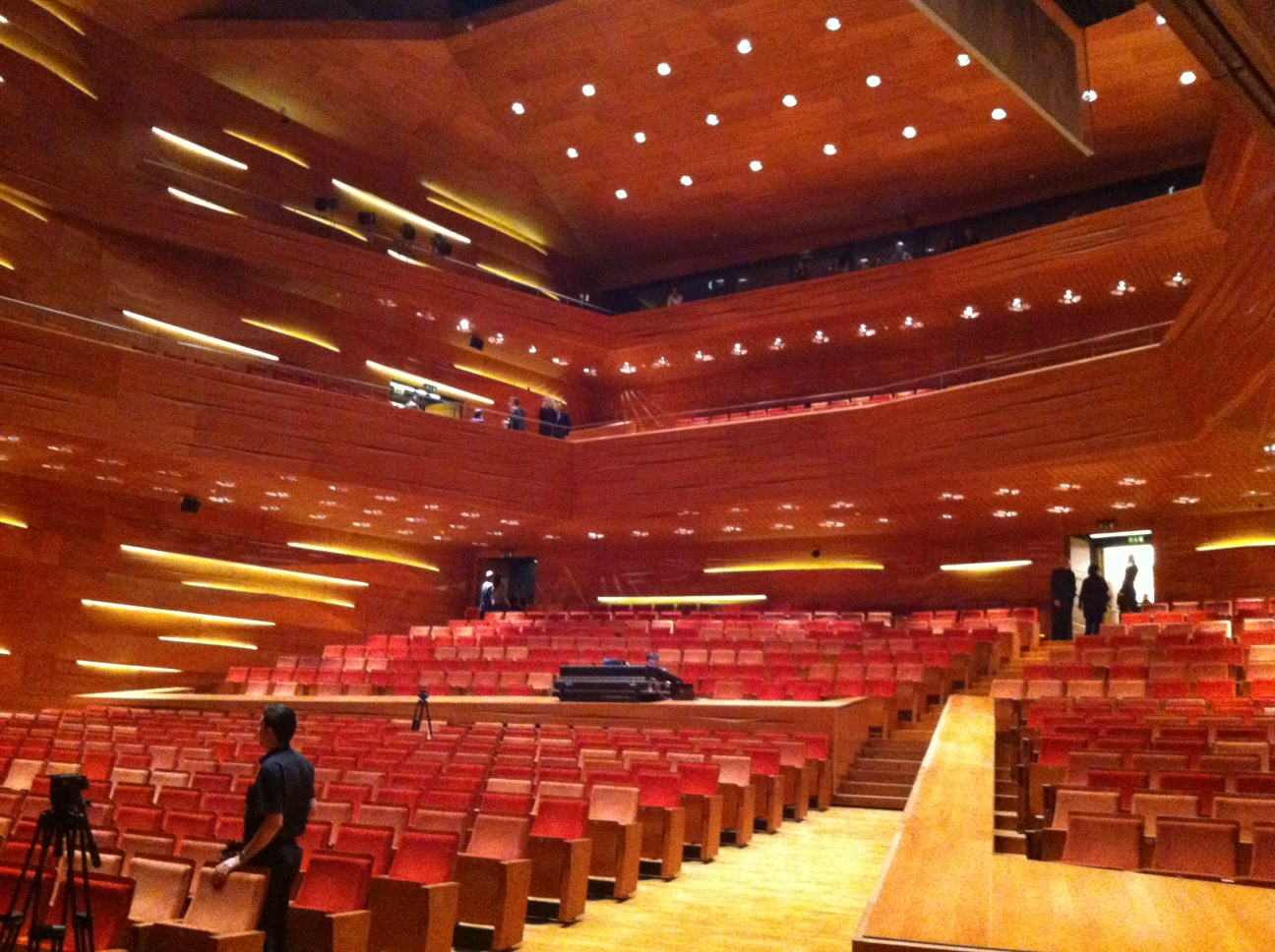
A nagyterem lelátója
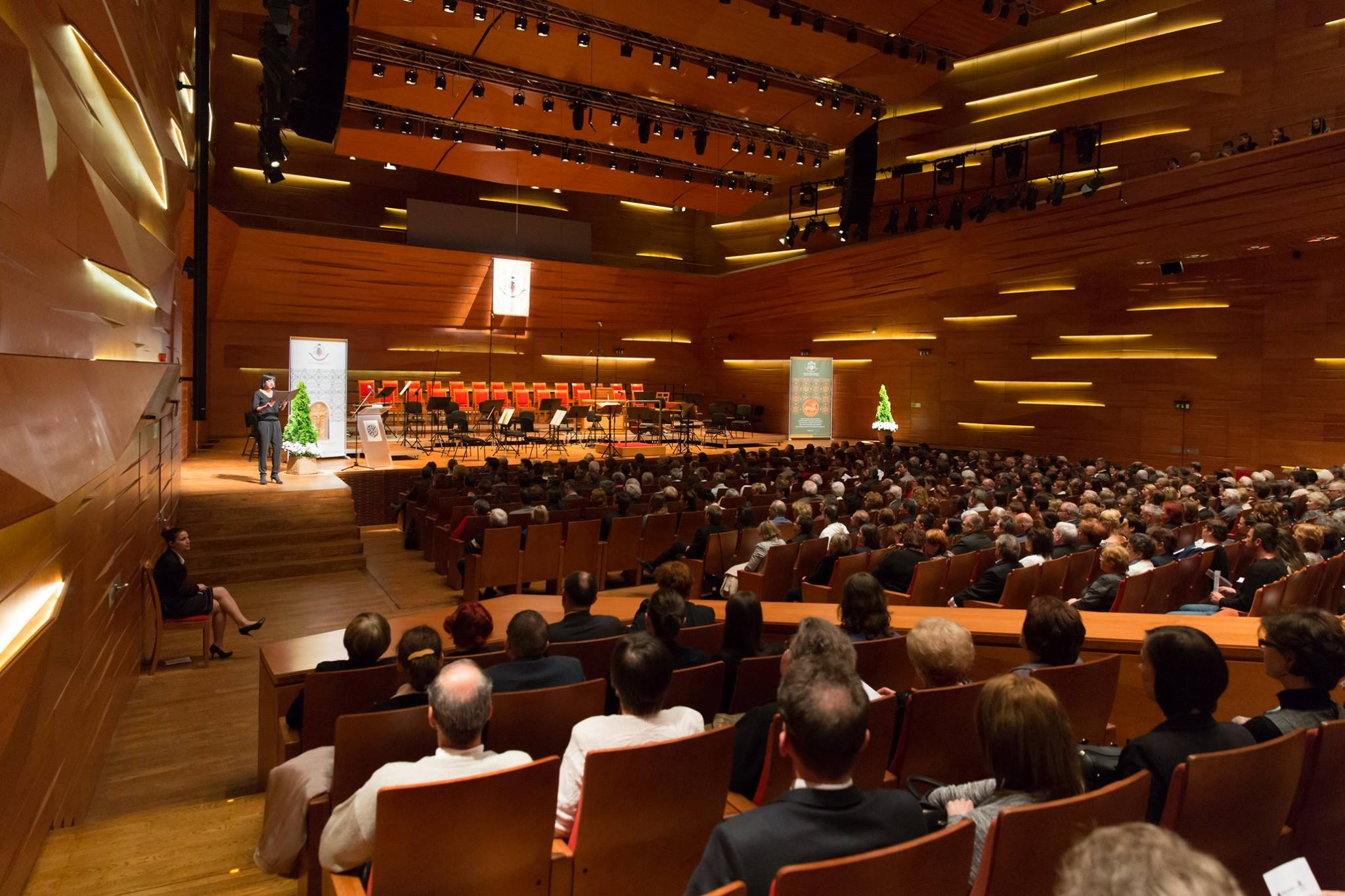
Kezdődik az előadás
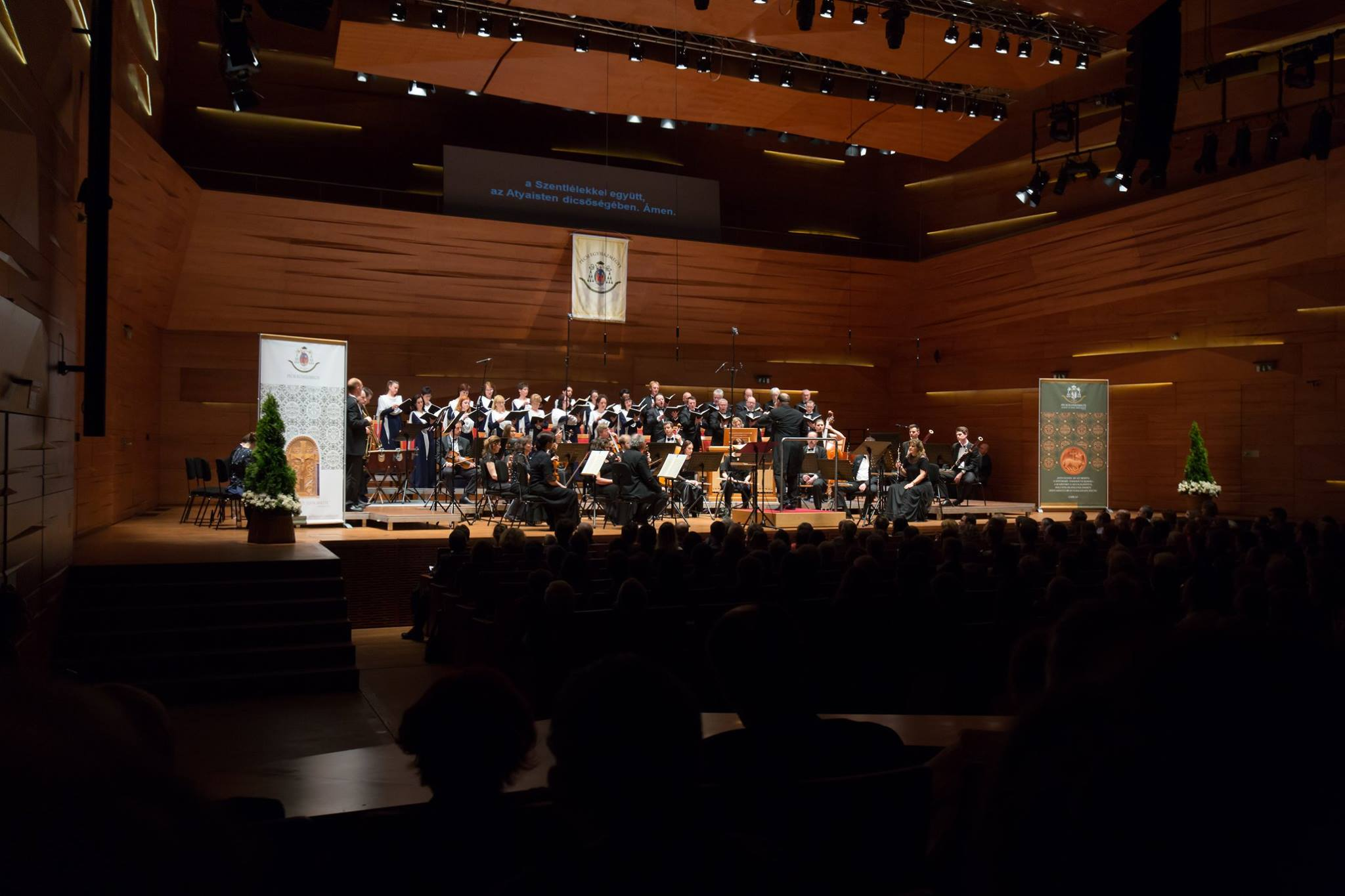
Előadás a nagyteremben
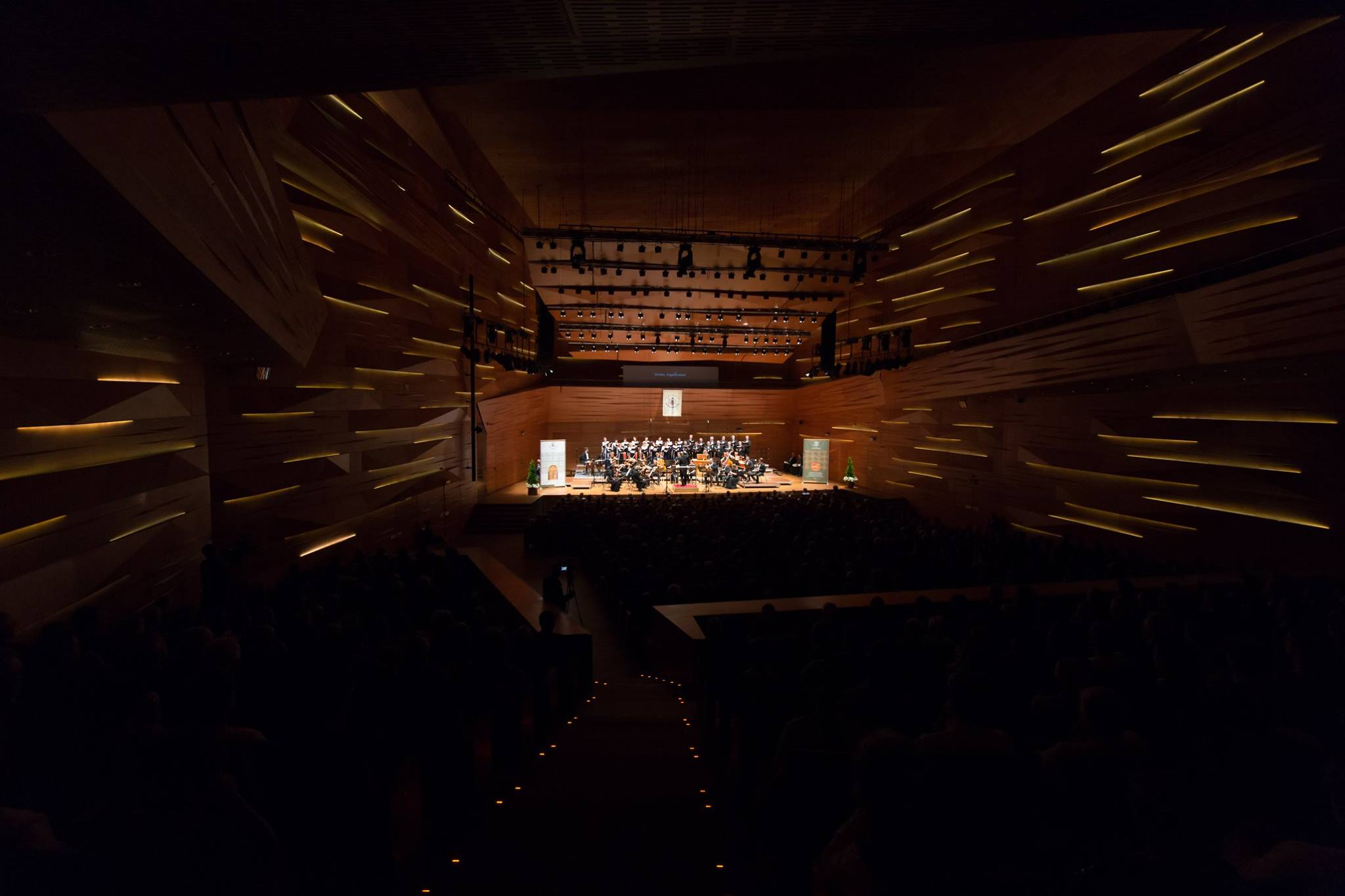
A nagyterem